# Dawson's Creek
Dawson's Creek è una serie televisiva statunitense del genere teen drama, creata da Kevin Williamson. La serie è stata trasmessa negli Stati Uniti dal 20 gennaio 1998 al 14 maggio 2003, per un totale di 6 stagioni e 128 episodi.

## Il titolo
Il titolo della serie televisiva, Dawson's Creek, può venire visto da due prospettive. In inglese creek, oltre al significato di "torrente", prende anche un altro significato in base al contesto in cui lo si utilizza: significa anche volgarmente "casini" oppure "problemi" o "vicissitudini". Essendo una serie definita teen drama, che affronta le difficoltà degli adolescenti, il nome Dawson's Creek può dunque avere due significati differenti, uno è «Il torrente di Dawson» (fiume che scorre vicino alla casa) e l'altro è «Le vicissitudini di Dawson».

## Trama
Capeside, Massachusetts. Dawson Leery è un aspirante regista, sognatore e romantico, fan sfrenato di Steven Spielberg. Dopo un'infatuazione per la nuova arrivata Jen Lindley (sveglia ragazza di città trasferitasi a Capeside per cambiare vita) si scopre innamorato della sua amica di infanzia Joey Potter, orfana di madre, e con il padre in carcere, che manda avanti con la sorella il ristorante di famiglia. Pacey Witter, figlio del capo della Polizia, è il migliore amico di Dawson, continuamente frustrato da una famiglia che lo considera un fallito. Ai quattro protagonisti si uniscono nella seconda stagione anche i fratelli Jack e Andie McPhee: il primo è un timido ragazzo che si rivela essere omosessuale e che deve quindi affrontare la mentalità della provincia, mentre la seconda è una ragazza sensibile e intelligente afflitta da alcuni disturbi psichici. Le storie sentimentali dei sei ragazzi s'intrecciano con la loro vita di tutti i giorni, fra gli ultimi anni della scuola superiore e i primi anni del college. Dalla terza stagione in avanti il perno della trama è principalmente il triangolo amoroso che viene a crearsi fra Dawson, Joey e Pacey. Dalla quarta stagione in poi i protagonisti si preparano ad affrontare gli studi universitari che, tra fughe d'amore, nuove passioni e scelte sbagliate, gli permetteranno di incontrarsi nuovamente tutti insieme solo nell'ultima stagione, a Capeside.

## Produzione
Kevin Williamson, nativo di Oriental, una piccola città balneare della North Carolina, fu avvicinato nel 1995 dal produttore Paul Stupin per scrivere l'episodio pilota di una serie televisiva. Stupin, che era uno dei dirigenti della Fox Network che aveva permesso la realizzazione di Beverly Hills 90210, s'incontrò con Williamson dopo aver letto la sua sceneggiatura del film Scream. Inizialmente offerta alla FOX, la serie venne rifiutata.
La The WB invece era alla ricerca di programmi per completare il suo palinsesto del martedì; Williamson descrisse al network la serie come "Un meraviglioso batticuore che incontra Pump Up the Volume che incontra James at 15 che incontra My So-Called Life che incontra La casa nella prateria". Il personaggio principale della serie, Dawson Leery, era basato su Williamson stesso: ossessionato con i film e che divideva platonicamente il letto con la ragazza che abitava in fondo al fiume.
Procter & Gamble Productions (la compagnia già produttrice delle soap opera Sentieri e Così gira il mondo), era uno dei co-produttori originali della serie. La compagnia, tuttavia, si tirò indietro tre mesi prima del debutto dello show quando iniziarono a circolare le voci sui dialoghi vivaci e le trame rischiose. John Kiesewetter, un critico televisivo del Cincinnati Enquirer, scrisse: "Per quanto vorrei amare la serie - i bei ragazzi, l'incantevole ambientazione nel New England e la fotografia favolosa - non posso passare sopra la pressante preoccupazione sul sesso, sesso, sesso". John Leo, un altro critico, disse che lo show avrebbe dovuto intitolarsi "Quando i genitori rabbrividiscono" e continuò scrivendo: "Il primo episodio contiene un buon numero di chiacchierate su reggiseni, organi genitali, masturbazione e misure del pene." In sua difesa Williamson negò questa sua intenzione specificando che non aveva in mente di realizzare niente di scandaloso o provocante.
Per motivi sconosciuti, Kevin Williamson lasciò la serie al termine della seconda stagione; in seguito la serie passò nelle mani di altri sceneggiatori, tra i quali Gina Fattore, che non riuscirono però a creare trame plausibili così che gli ascolti precipitarono velocemente portando la serie a rischio chiusura. Venne in seguito deciso che il personaggio di Pacey s'innamorasse di Joey creando così il famoso triangolo che sarà il perno della serie dalla quarta stagione in avanti. In seguito la Fattore definì il primo bacio che Pacey strappa a Joey in un episodio della terza stagione come "il bacio che salvò Dawson's Creek". Williamson tornò in seguito per scrivere il doppio episodio finale che chiude definitivamente la serie. In questa occasione il regista decise di trasmettere il penultimo episodio della serie nel formato panoramico in 16:9; cosa che non avvenne per il finale, che andò in onda normalmente in 4:3.

### Accoglienza
Dawson's Creek generò molta pubblicità ben prima del suo debutto, con diversi critici televisivi e gruppi di persone che esprimevano le loro perplessità circa le sue trame "vivaci" e i dialoghi. La controversia spinse addirittura una delle case produttrici ad abbandonare lo show, ma numerosi critici incensarono la serie per il suo realismo e i dialoghi intelligenti che includevano riferimenti a popolari show americani come il Dick Van Dyke Show ed il Mary Tyler Moore Show.
Dalla fine della sua messa in onda, lo show, la troupe e il suo giovane cast sono stati nominati per diversi premi vincendone quattro. La serie è conosciuta per la sua "verbosità" e la complessità dei dialoghi tra i personaggi adolescenti, i quali dimostrano spesso un vocabolario e una conoscenza culturale che vanno ben oltre la portata di uno studente liceale medio; tutto questo in contrasto comunque con un'immaturità emotiva e un egoismo tipici dei veri adolescenti. Questa precocità sarà fonte d'ispirazione per diverse serie adolescenziali successive come One Tree Hill (anch'esso girato a Wilmington), The O.C. e Gossip Girl.
Il Parents Television Council proclamò lo show la peggiore serie della stagione 1997/1998, titolo che Dawson's Creek vincerà anche la stagione successiva. Nonostante tutte le critiche però ci furono anche recensioni entusiaste. Variety scrisse: "Un imperdibile drama con tanto cuore... l'equivalente adolescente di un film di Woody Allen". Il The New York Times ne diede un giudizio positivo nell'articolo Young, Handsome and Clueless in Peyton Place ("Giovane, bellissimo e inesperto a Peyton Place"). In una battuta dei primi episodi, il personaggio di Jen paragona l'educazione genitoriale al governo di Ho Chi Minh; il livello culturale di questa e di molte altre battute costrinse Michelle Williams a munirsi di un dizionario per comprenderne il significato, come dichiarato anni dopo dalla stessa attrice.

### Luoghi delle riprese
Filmata a Wilmington e Durham, nella Carolina del Nord, la serie fu ambientata in una fittizia piccola città balneare chiamata Capeside, nel Massachusetts.
Le riprese del college per le ultime due stagioni sono state effettuate alla Duke University mentre un episodio della quarta stagione venne girato in larga parte a New York. Gli interni della "Capeside High School" vennero girati nel vero liceo "Capeside" del Massachusetts, gli esterni invece erano dell'"Università del North Carolina a Wilmington".

## Episodi
Negli Stati Uniti, la serie è stata trasmessa da The WB dal 20 gennaio 1998 al 14 maggio 2003. In Italia è andata in onda in prima visione sul canale satellitare TELE+ Bianco, che ha trasmesso le prime due stagioni tra il 2000; in seguito è stata trasmessa su Italia 1 dal primo episodio fino alla fine della sua messa in onda (st. 1-2 in chiaro, st. 3-6 in prima TV assoluta).
| Stagione         | Episodi | Prima TV USA | Prima TV Italia |
| ---------------- | ------- | ------------ | --------------- |
| Prima stagione   | 13      | 1998         | 2000            |
| Seconda stagione | 22      | 1998-1999    | 2000            |
| Terza stagione   | 23      | 1999-2000    | 2000-2001       |
| Quarta stagione  | 23      | 2000-2001    | 2001-2002       |
| Quinta stagione  | 23      | 2001-2002    | 2002-2003       |
| Sesta stagione   | 24      | 2002-2003    | 2003            |

L'edizione italiana delle prime due stagioni è curata da Bruno Michelotto per Tele+ e il doppiaggio è stato eseguito da Mac 3 Movies con la direzione di Sonia Scotti, mentre quella delle ultime quattro è curata da Alberto Porto per Mediaset e il doppiaggio è stato eseguito da Multimedia Network con la direzione di Mario Cordova ed Enzo Bruno (st. 3, 4 e 5).
Nelle prime due stagioni, quelle doppiate da Tele+, i titoli di coda relativi al doppiaggio italiano sono visibili su uno sfondo nero, mentre nelle ultime quattro, quelle doppiate da Mediaset, i titoli di coda scorrono su uno sfondo costituito dalle fotografie dei protagonisti della serie.

### Episodi a tema
Alcuni episodi vennero appositamente realizzati seguendo un tema o un genere cinematografico preciso, spesso assecondando la creatività del protagonista, un regista in erba. Un giorno da non rivivere esplorava una stessa storia da diverse prospettive, Tutto in una notte, invece, ebbe come protagonista un solo personaggio, quello di Joey. Un episodio della quarta stagione venne realizzato come una storia noir (I soliti sospetti).

## Personaggi e interpreti
- Dawson Leery (stagioni 1-6), interpretato da James Van Der Beek, doppiato da Francesco Pezzulli.
- Josephine "Joey" Potter (stagioni 1-6), interpretata da Katie Holmes, doppiata da Ilaria Latini.
- Jennifer "Jen" Lindley (stagioni 1-6), interpretata da Michelle Williams, doppiata da Stella Musy.
- Pacey Witter (stagioni 1-6), interpretato da Joshua Jackson, doppiato da Nanni Baldini.
- Gail Leery (stagioni 1-4; ricorrente 5-6), interpretata da Mary-Margaret Humes, doppiata da Antonella Rinaldi.
- Mitch Leery (stagioni 1-4; guest 5), interpretato da John Wesley Shipp, doppiato da Roberto Pedicini.
- Evelyn Ryan (stagioni 1-6), interpretata da Mary Beth Peil, doppiata da Graziella Polesinanti.
- Bessie Potter (stagioni 1-4; ricorrente 5-6), interpretata da Nina Repeta, doppiata da Francesca Fiorentini.
- Jack McPhee (stagioni 3-6; ricorrente 2), interpretato da Kerr Smith, doppiato da Stefano Crescentini.
- Andie McPhee (stagioni 3-4; ricorrente 2; guest 6), interpretata da Meredith Monroe, doppiata da Barbara De Bortoli.
- Audrey Liddell (stagione 6; ricorrente 5), interpretata da Busy Philipps, doppiata da Antonella Baldini.

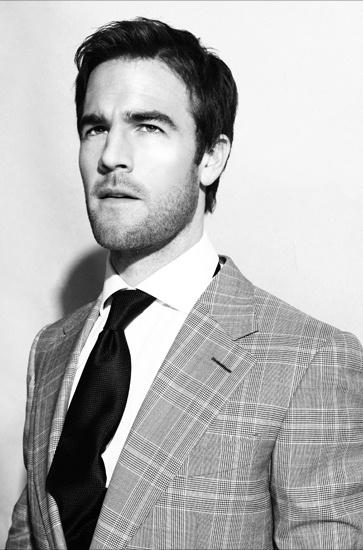
James Van Der Beek interpreta Dawson Leery
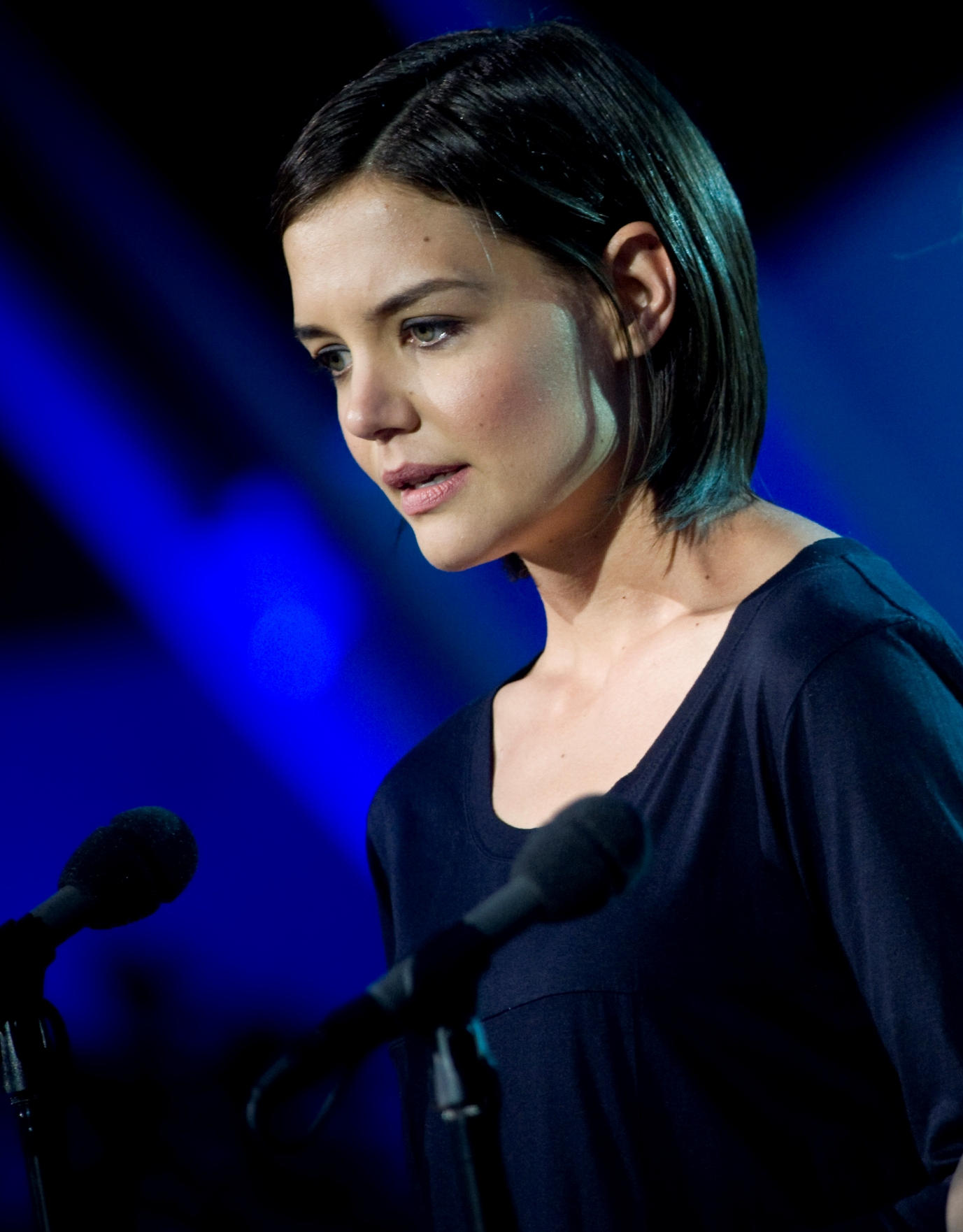
Katie Holmes interpreta Joey Potter
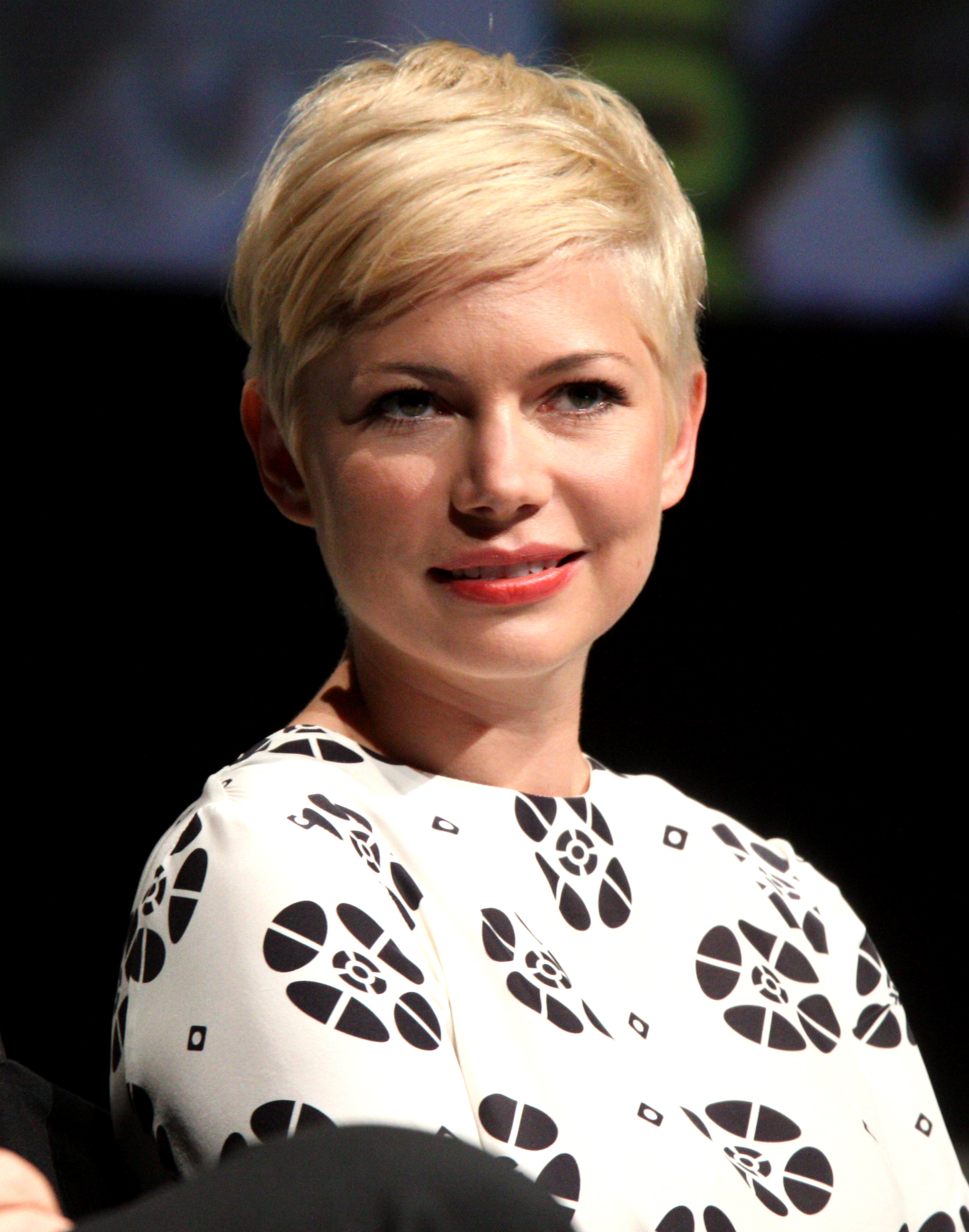
Michelle Williams interpreta Jen Lindley
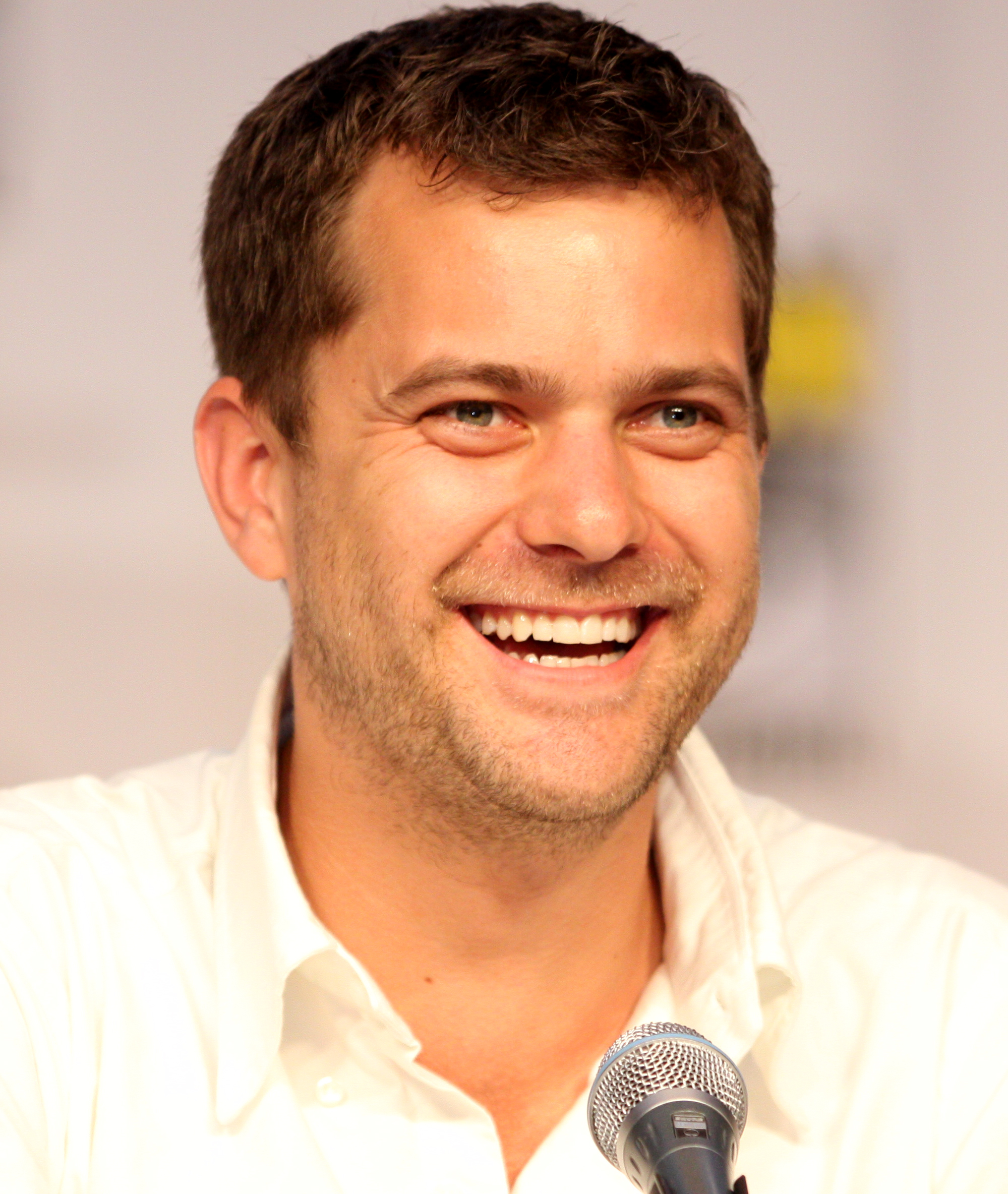
Joshua Jackson interpreta Pacey Witter
Kerr Smith interpreta Jack McPhee
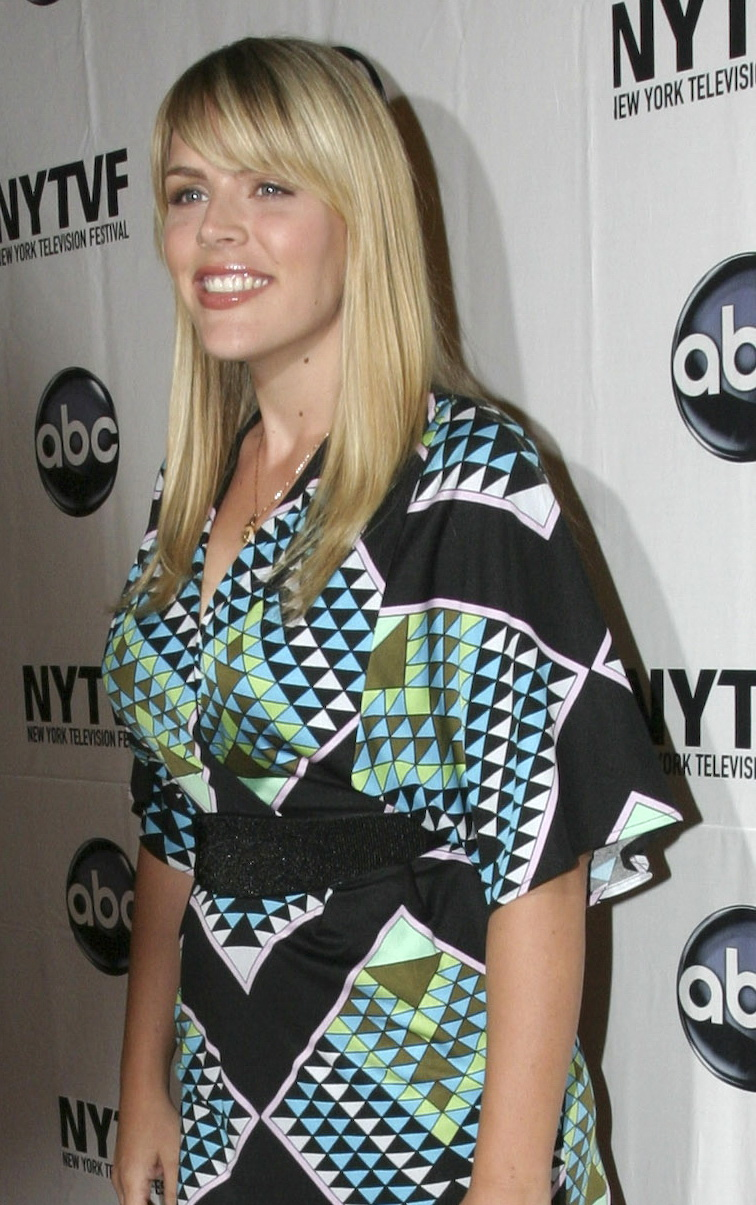
Busy Philipps interpreta Audrey Liddell
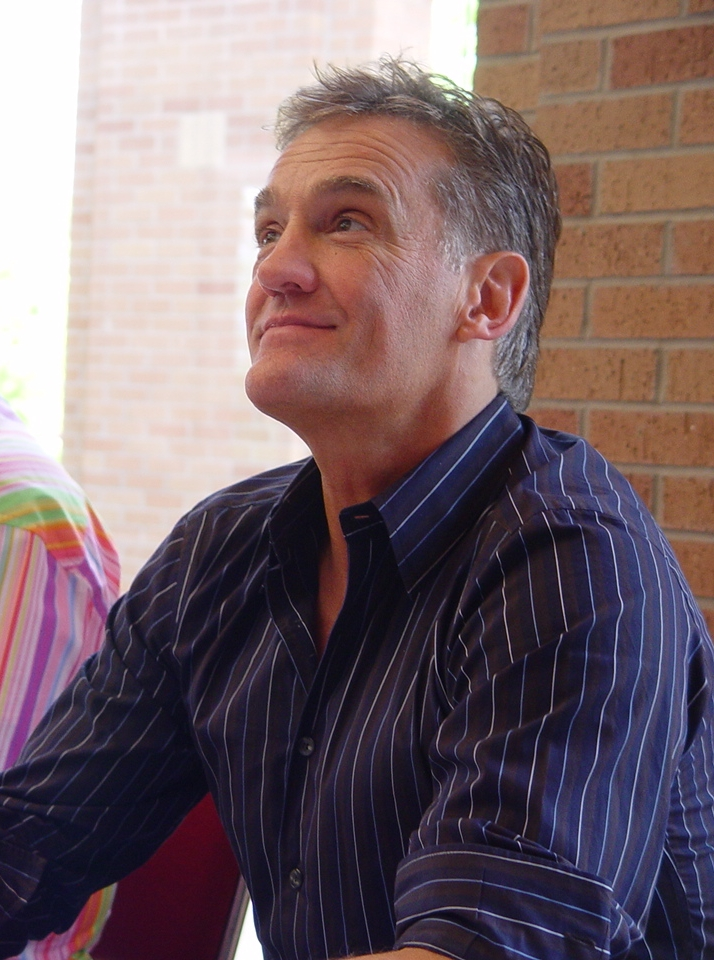
John Wesley Shipp interpreta Mitch Leery
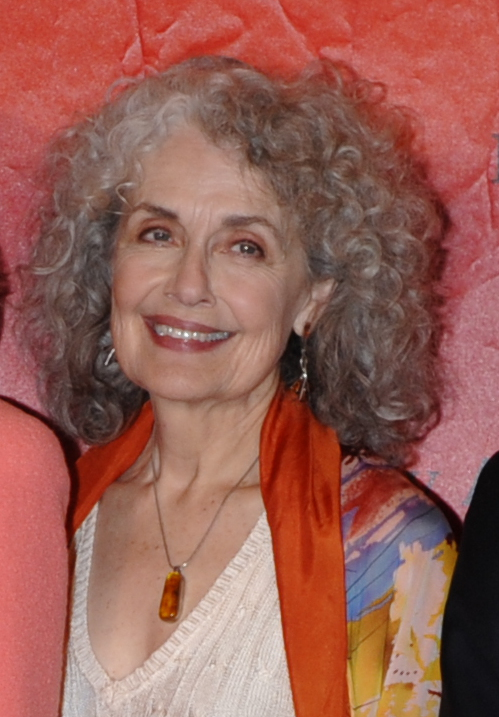
Mary Beth Peil interpreta Evelyn Ryan

## Colonna sonora
Per la prima stagione del telefilm, le trasmissioni internazionali di Dawson's Creek utilizzarono il brano Run Like Mad di Jann Arden come sigla di apertura, che fu in seguito sostituita da I Don't Want to Wait di Paula Cole. I produttori avevano inizialmente pensato di utilizzare il brano Hand in My Pocket di Alanis Morissette, che infatti era stato utilizzato nell'episodio pilota, ma la casa discografica non accordò l'utilizzo del brano, e la scelta cadde sulla canzone di Paula Cole. Nell'episodio finale viene mostrato un filmato realizzato da Dawson, in cui sono inclusi diversi pezzi delle sequenze utilizzate nelle sigle del telefilm, ed il cui accompagnamento musicale è proprio Hand in My Pocket.
Durante gli anni di trasmissione del telefilm, furono pubblicati due CD contenenti la colonna sonora del telefilm, e in cui furono raccolte una parte dei numerosi brani, principalmente pop e rock utilizzati negli episodi. Nelle edizioni pubblicate in DVD molti dei brani trasmessi nel corso delle trasmissioni originali sono stati però sostituiti per questioni legate al diritto d'autore. Persino la sigla I Don't Want to Wait è stata sostituita da Run Like Mad.
Questa sostituzione è presente solo nella traccia audio originale, la versione italiana dei DVD non presenta alcun cambiamento rispetto alla versione televisiva.
Inoltre, nel cofanetto dell'ultima stagione uscita in Italia, è presente il doppio episodio finale nella sua versione estesa, con molte scene eliminate, tra cui il ritorno di Andie a Capeside.
Negli Stati Uniti invece viene utilizzata la canzone di Paula Cole anche per la prima stagione.

## DVD
| Stagione         | Data di uscita   | Numero di Dischi | Lingue                               |
| ---------------- | ---------------- | ---------------- | ------------------------------------ |
| Prima stagione   | 7 novembre 2003  | 4                | Inglese; Italiano; Francese; Tedesco |
| Seconda stagione | 20 aprile 2004   | 6                | Inglese; Italiano; Francese; Tedesco |
| Terza stagione   | 31 agosto 2004   | 6                | Inglese; Italiano; Francese; Tedesco |
| Quarta stagione  | 22 febbraio 2005 | 6                | Inglese; Italiano; Francese; Tedesco |
| Quinta stagione  | 27 ottobre 2005  | 6                | Inglese; Italiano; Spagnolo          |
| Sesta stagione   | 11 aprile 2006   | 6                | Inglese; Italiano                    |

## Spin-off
Il 12 luglio 2000, debutta su The WB uno spin-off della serie, Young Americans, che ebbe come protagonista Will Krudski, un amico di Pacey Witter che frequenta brevemente Andie McPhee durante la terza stagione della serie originaria. La serie, composta da soli otto episodi prima di essere prematuramente cancellata, venne interpretata da Rodney Scott (Will Krudski), Mark Famiglietti (Scout Calhoun), Katherine Moennig (Jake Pratt), Ian Somerhalder (Hamilton Fleming), Kate Bosworth (Bella Banks) e Ed Quinn (Finn).

## Premi e nomination
Dawson's Creek si è aggiudicato sei premi su quattordici nomination complessive, ben distribuite dal 1998 e 2004.
- 1998: Nomination al Casting Society of America Award (Artios Award) - Miglior casting in un episodio drammatico
- 1998: Nomination al YoungStar Award - Miglior giovane attrice in una serie televisiva drammatica (Michelle Williams)
- 1999: Vittoria del Teen Choice Awards - Miglior serie televisiva drammatica
- 1999: Nomination al Teen Choice Award - Miglior attore televisivo (James Van Der Beek)
- 1999: Vittoria del Teen Choice Award - Miglior attore televisivo (Joshua Jackson)
- 1999: Nomination al Teen Choice Award - Miglior attrice televisiva (Katie Holmes)
- 1999: Nomination al Teen Choice Award - Miglior performance rivelazione (Meredith Monroe)
- 1999: Nomination al Teen Choice Award - Miglior performance rivelazione (Rachael Leigh Cook)
- 1999: Nomination al YoungStar Award - Miglior giovane attrice in una serie televisiva drammatica (Michelle Williams)
- 2000: Vittoria del GLAAD Media Award - Miglior serie televisiva drammatica
- 2000: Nomination al TV Guide Award - Miglior serie adolescenziale
- 2000: Vittoria del Teen Choice Award - Miglior serie televisiva drammatica
- 2000: Vittoria del Teen Choice Award - Miglior attore televisivo (Joshua Jackson)
- 2000: Nomination al Teen Choice Award - Miglior attrice televisiva (Katie Holmes)
- 2001: Nomination all'ALMA Award - Miglior regista di una serie drammatica (Gregory Prange)
- 2001: Nomination al GLAAD Media Award - Miglior serie televisiva drammatica
- 2001: Nomination al Teen Choice Award - Miglior serie televisiva drammatica
- 2001: Vittoria del Teen Choice Award - Miglior attore televisivo (Joshua Jackson)
- 2001: Nomination al Teen Choice Award - Miglior attrice televisiva (Katie Holmes)
- 2002: Nomination al Teen Choice Award - Miglior serie drammatica/d'azione o d'avventura
- 2002: Nomination al Teen Choice Award - Miglior attore televisivo in una serie drammatica (Joshua Jackson)
- 2002: Nomination al Teen Choice Award - Miglior attrice televisiva in una serie drammatica (Katie Holmes)
- 2002: Nomination al Teen Choice Award - Miglior compagna televisiva (Busy Philipps)
- 2003: Nomination al Teen Choice Award - Miglior serie drammatica/d'azione o d'avventura
- 2003: Nomination al Teen Choice Award - Miglior attore televisivo in una serie drammatica/d'azione o d'avventura (Joshua Jackson)
- 2003: Nomination al Teen Choice Award - Miglior attrice televisiva in una serie drammatica/d'azione o d'avventura (Katie Holmes)
- 2003: Nomination al Teen Choice Award - Miglior compagna televisiva (Mika Boorem)
- 2004: Nomination al Satellite Award - Miglior edizione in DVD di una serie televisiva (per la completa seconda stagione)

## Citazioni e riferimenti
- Nel film Scary Movie viene ripresa in modo comico la serie tv con tanto di apparizione di James Van Der Beek, con sottofondo musicale la sigla di apertura I Don't Want to Wait di Paula Cole.
- Nella sitcom televisiva Non fidarti della str**** dell'interno 23 è presente James Van Der Beek dove interpreta se stesso e a 10 anni dalla chiusura della serie non riesce ancora a smarcarsi del personaggio di "Dawson Leery".
- Nel film Torque - Circuiti di fuoco il protagonista Cary Ford interpretato da Martin Henderson viene chiamato più volte "Dawson's Creek" facendo riferimento alla somiglianza con James Van Der Beek l'attore che interpretava Dawson Leery nella fortunata serie TV.
- Nella serie drama One Tree Hill la serie viene nominata da Haley James nella prima stagione.
- Citazioni e riferimenti varie sono all'interno di serie televisive come Friends, Grey's Anatomy, This Is Us, Chicago Fire e altre.